# Herbología

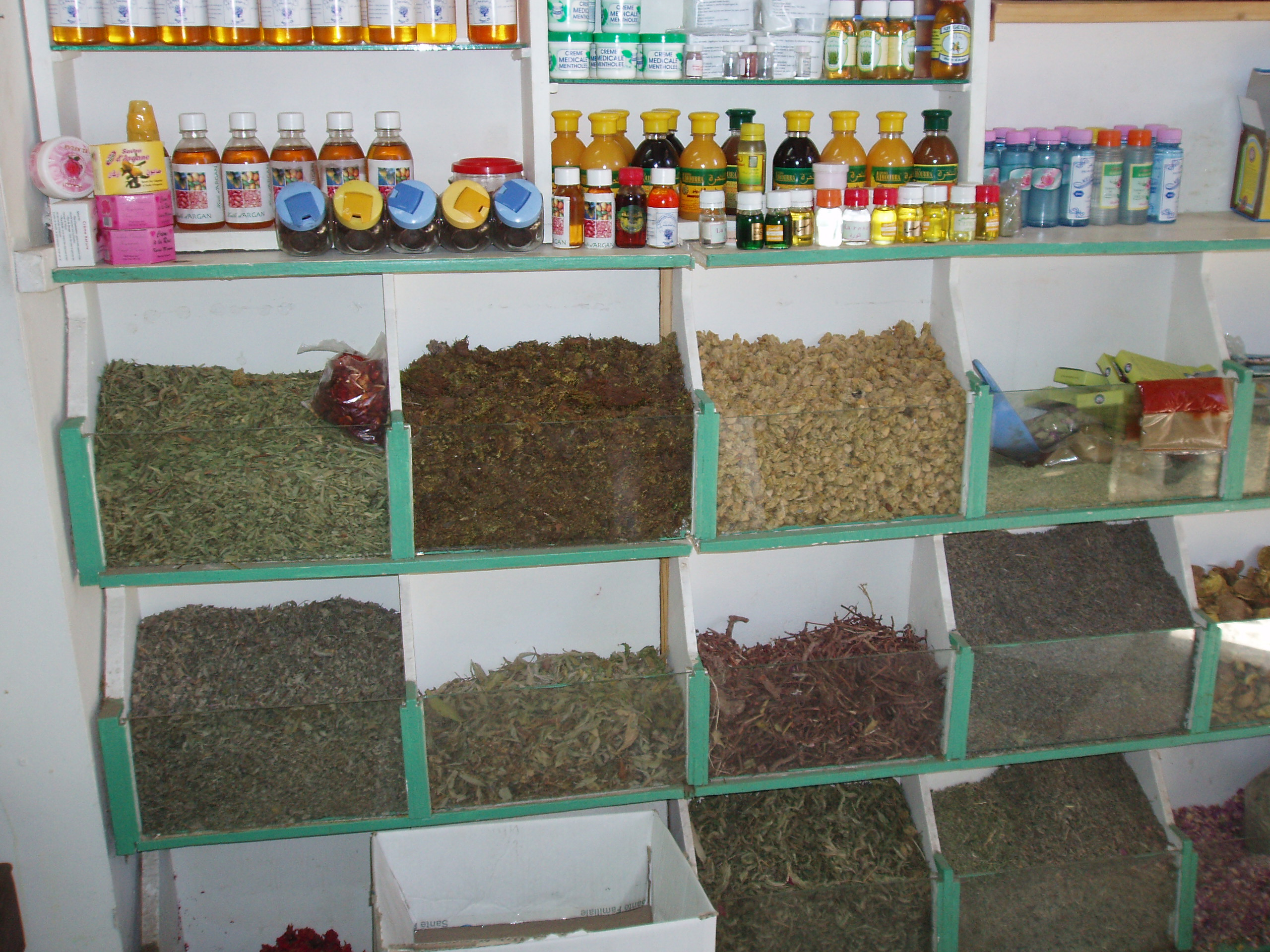
Herbolario árabe en un zoco de Marrakech, Marruecos.

La herbología, también llamada herorismo o fitoterapia, es el estudio de las propiedades y las aplicaciones medicinales de las plantas y sus extractos. Quienes la practican son denominados herboristas o herbolarios.
El ámbito de la medicina herborista en ocasiones comprende los hongos y los productos obtenidos de las abejas, así como minerales, conchas y ciertas partes de animales.
El uso de plantas para combatir las enfermedades es casi universal entre las sociedades no industrializadas.  
El uso tradicional de las sustancias medicinales se reconoce como una forma de aprender sobre posibles fármacos futuros. En 2001, los investigadores identificaron 122 compuestos utilizados en la medicina convencional, los cuales procedían de orígenes vegetales «etnomédicos»; el 80% de estos compuestos se usaban de igual o similar forma al del uso etnomédico tradicional.
Muchas plantas sintetizan sustancias útiles para la conservación de la salud en humanos y animales. Entre estas sustancias se encuentran las aromáticas, principalmente fenoles o sus oxígeno-derivados, como los taninos. Otras muchas son metabolitos secundarios, de los cuales se han aislado por lo menos 12.000 - número que se estima en menos del 10% del total. En muchos casos, sustancias como los alcaloides sirven como mecanismo de defensa de la planta contra la depredación de microorganismos, insectos y herbívoros. Gran cantidad de hierbas y especias utilizados por el hombre como alimento de temporada producen compuestos medicinales útiles.
De forma similar a los medicamentos, ciertas hierbas pueden producir efectos adversos.
 Asimismo, la adulteración, los preparados inadecuados o la falta de conocimiento entre las interacciones de plantas y drogas han llevado a reacciones adversas en ocasiones críticas o letales.

## Antropología de la herbología
Desde tiempos prehistóricos gente de todos los continentes han utilizado cientos de miles de plantas nativas para tratar infecciones. Se encontraron hierbas medicinales en los efectos personales de Ötzi, el Hombre del Hielo, cuyo cuerpo permaneció congelado en los Alpes de Ötztal durante más de 5300 años. Al parecer usaba las hierbas para tratar los parásitos intestinales.
Los antropólogos teorizan sobre que los animales desarrollaron la tendencia de seleccionar las partes amargas de las plantas en respuesta a la enfermedad. Los sanadores indígenas afirman haber aprendido a través de la observación de los animales enfermos, quienes cambian su dieta alimenticia mordisqueando hierbas amargas que normalmente rechazarían.
Los biólogos de campo han aportado evidencias corroborando este hecho basadas en su observación de diversas especies, tales como chimpancés, gallinas, ovejas y mariposas. Los gorilas de llanura obtienen el 90% de su dieta de los frutos de Aframomum melegueta, pariente de la planta del jengibre, que es un potente antimicrobiano y aparentemente protege de la shigelosis —una forma de disentería infecciosa— y otras infecciones parecidas. Las investigaciones actuales se centran en la posibilidad de que esta planta también proteja a los gorilas de la cardiomiopatía fibrosa que tiene un efecto devastador en los animales cautivos.
Investigadores de la Universidad Wesleyana de Ohio averiguaron que algunos pájaros seleccionan material para los nidos ricos en agentes antimicrobianos, que protegen a sus crías de bacterias dañinas.
Los animales enfermos tienden a buscar alimento plantas ricas en metabolitos secundarios como los taninos y alcaloides. Se puede considerar un caso plausible de auto-medicación, ya que estos fitoquímicos tienen a menudo propiedades antivirales, antibactericidas, antifúngicas y antihelmínticas.
Algunos animales tienen sistemas digestivos especialmente adaptados para resistir ciertas toxinas vegetales. Por ejemplo, el koala puede vivir de hojas y brotes de eucalipto, planta venenosa para la mayoría de los animales, por su contenido en cianuro. Una planta  inócua para un animal en particular puede no ser segura para el consumo humano. Una conjetura razonable es que estos descubrimientos fueron tradicionalmente recogidos por los curanderos de las tribus indígenas, quienes transmitieron la información y las precauciones.
El uso de hierbas y especias en la gastronomía se desarrolló parcialmente en respuesta a la amenaza de patógenos transmitidos por los alimentos. Los estudios muestran que, en los climas tropicales, donde los patógenos son más abundantes, los platos son extremadamente especiados y, además, se tiende a seleccionar las especias con los más potentes agentes antimicrobianos. En todas las culturas las verduras están menos especiadas que la carne, presúntamente porque son más resistentes a la descomposición.

## Historia

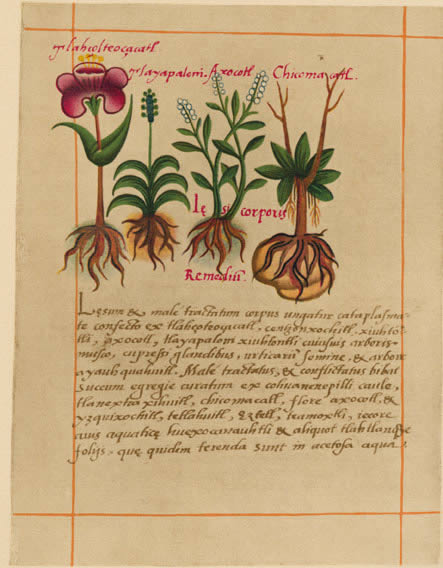
Página del Libellus de Medicinalibus Indorum Herbis, herbario azteca escrito por Martín de la Cruz en 1552 y traducido al latín por Juan Badianus. La página ilustra las plantas tlahçolteoçacatl, tlayapaloni, axocotl y chicomacatl utilizadas en herbología azteca para hacer un "remedio para un cuerpo herido".

El uso de plantas como medicamentos fue ya una práctica prehistórica. En el enterramiento neandertal  «Shanidar-4», de hace 60 000 años, situado al norte de Irak, se han encontrado grandes cantidades de polen de ocho especies de plantas, de las que 7 se utilizan en la actualidad como plantas medicinales.
En el registro escrito, el estudio de las plantas se remonta 5000 años atrás, cuando los sumerios describieron los usos medicinales de plantas como el laurel, el comino y el tomillo. Se sabe que los egipcios en el año 1000 a. C. utilizaban adormidera, ajo, aceite de ricino, cilantro, menta, añil y otras plantas medicinales. También en el Antiguo Testamento se menciona el uso y cultivo de plantas, entre las que se encuentran la mandrágora, veza, alcaravea, trigo, cebada y centeno.
En la India, la medicina Ayurveda ha venido utilizando muchas plantas, como la cúrcuma, posiblemente desde el año 1900 antes de Cristo. Muchas otras plantas y minerales utilizados en el Ayurveda fueron descritos más adelante por los antiguos herboristas como Cháraka y Sushruta, durante el I milenio a. C. En el Sushruta Samhita, atribuido a Sushruta en el siglo VI a. C., se describen 700 plantas medicinales, 64 preparaciones que provienen de fuentes minerales, y 57 provenientes de animales.
El primer libro chino sobre plantas, el Shennong Bencao Jing, compilado durante la dinastía Han, pero que data de una fecha muy anterior, lista 365 plantas medicinales y sus usos —incluyendo ma-huang, el arbusto del que se obtuvo originalmente la efedrina—. Las generaciones subsiguientes aumentaron los conocimientos en los libros Shennong Bencao Jing y Lun Yaoxing, tratado sobre plantas medicinales del siglo VII, durante la dinastía Tang.
Los antiguos griegos y romanos también utilizaron las plantas como medicinas. Las prácticas médicas griegas y romanas, como aparecen en los escritos de Hipócrates y, especialmente, de Galeno, sentaron las bases de la medicina moderna. Hipócrates recomendaba el uso de algunos medicamentos  simples a base de plantas, junto con el aire fresco, el descanso y una dieta adecuada. Galeno, por el contrario, recomienda grandes dosis de mezclas de drogas, incluyendo ingredientes de plantas, animales y minerales. Los médicos griegos escribieron el primer tratado europeo sobre las propiedades y usos de las plantas medicinales, De materia medica. En el siglo I d. C., Dioscórides escribió un volumen de más de 500 plantas que siguió siendo una referencia autorizada hasta el siglo XVII. Del mismo modo ha sido importante para herboristas y botánicos de los siglos siguientes el libro que fundó la ciencia de la botánica, De historia plantarum, del griego Teofrasto, escrito en el siglo IV a. C.

### Edad Media
El uso de las plantas con fines medicinales y otros propósitos tuvieron pocos cambios durante la Alta Edad Media. Muchos escritos griegos y romanos de medicina, y de otros temas, fueron conservados al ser copiados por los amanuenses en los monasterios. Así, estos monasterios se convirtieron en centros locales del conocimiento médico, y sus jardines proporcionaron la materia prima para el tratamiento de las enfermedades comunes. Al mismo tiempo, la medicina popular en el hogar y en los pueblos continuó sin interrupción, apoyando a los herbalistas errantes. Entre ellos se encontraban las «mujeres sabios», que recetaban remedios de plantas medicinales junto con hechizos y encantamientos, lo que desembocó, al final de la Edad Media, en la brujería. Una de las mujeres más famosas de esta tradición fue Hildegarda de Bingen, monja y abadesa benedictina del siglo XII que escribió un texto médico llamado Causas y soluciones.
En el mundo islámico medieval las escuelas de medicina, conocidas como «bimaristán», comenzaron a aparecer a partir del siglo IX, tanto en la cultura persa como en la árabe, culturas, en general, más avanzadas que la de la Europa medieval. La árabe veneraba la cultura greco-romana, estudiando y traduciendo miles de textos. Como cultura de mercaderes que viajaban, los árabes tenían acceso al saber de lugares tan distantes como China o India. Plantas, textos médicos y traducciones de los clásicos de la antigüedad fueron procesados desde el este y desde el oeste. Botánicos y médicos musulmanes ampliaron considerablemente el conocimiento de la medicina. Por ejemplo, Dinawari describió más de 637 medicamentos en el siglo IX, e Ibn al-Baitar, en el siglo XII, describió más de 1400 plantas diferentes, tanto alimenticias como medicinales, de las que más de 300 fueron descubrimientos propios. Ibn al-Baitar fue discípulo del andalusí Abu al-Abbas al-Nabati quien introdujo el método científico experimental en el campo de la medicina, las técnicas empíricas en las pruebas, la descripción e identificación de temas médicos, y separó los informes sin verificar de los que se apoyaban en pruebas y observaciones reales. Esto permitió que el estudio de la medicina pasase a convertirse en la ciencia de la Farmacología.

### Edad Moderna
Los siglos XV, XVI y XVII fueron la gran época de las plantas medicinales,  por primera vez conocidas a través de libros en castellano, inglés y otros idiomas en lugar de latín o griego. La primera compilación de plantas que se publicó en inglés fue el anónimo Herball Grete de 1526 y las dos obras mejor conocidas, también en inglés, fueron Herball or General PLants (1597) de John Gerard y The English Physician Enlarged (1653) de Nicholas Culpeper. El primero fue una traducción del libro original belga escrito por Dodoens, con ilustraciones de un trabajo botánico alemán. El libro de Culpeper no sólo trataba de plantas medicinales, sino también de astrología, magia y folclore, por lo que fue ridiculizado por médicos de su época. Sin embargo, tuvo una gran acogida popular, al igual que el libro de Gerard. Los años de exploración e intercambio con América introdujo nuevas plantas medicinales en Europa. Ejemplo de ello es el Badianus Manuscript, un libro azteca ilustrado sobre plantas traducido al latín en el siglo XVI.

### Cultura Azteca
Desde la época prehispánica, en México,las plantas medicinales constituyen uno de los principales recursos terapéuticos tanto en el medio rural como suburbano, donde los servicios de atención médica son escasos, acentuándose en las poblaciones más alejadas de las cabeceras municipales y del centro urbanos.
Una de las culturas que más han destacado no sólo en México, sino también en todo el mundo, es la Azteca o también conocida como Mexica. Hoy en día, se tiene considerado que la moderna medicina étnica mexicana es una mezcla sincrética de conceptos aztecas y españoles. La cultura Mexica tenía una concepción del mundo muy particular, como todas las civilizaciones prehispánicas en México. Su concepción de la medicina no fue la excepción, ya que, la medicina azteca era holística, el padecimiento y la enfermedad se veían como la interacción de causas sobrenaturales, mágicas y naturales A partir de su concepción holística tanto de la vida, como de la medicina, para los aztecas el ser humano vive en armonía con la naturaleza y el desequilibrio de las fuerzas causa la enfermedad
La herencia medicinal que nos ha dejado la cultura Azteca ha sido fantástica, no sólo en los temas que ya todos conocemos, sino también en el uso de la herbología. Por ejemplo, Moctezuma II mandó a construir un herbario en Huaxtepec, en esta región de clima primaveral durante todo el año se cultivaban cientos de plantas con las que se experimentaba para determinar sus propiedades medicinales.
La mitología azteca cuenta con un amplio número de dioses,lo cual, hace que sea de las culturas prehispánicas más destacadas tanto de México como de Latinoamérica. En cuanto al tema, la medicina estaba bajo la protección de varios dioses: Cipactonal y Oxomoco, patronos de la curación y adivinación; Teteo Innan, de la medicina y curación por temezcalli.
Es a partir de la llegada de Hernán Cortés a México-Tenochtitlan y ya directamente, de la Conquista de México, que la cultura Mexica sufrió un cambio radical. Las nuevas enfermedades fueron acabando poco a poco con la civilización azteca, ya que no tenían los suficientes conocimientos médicos para contrarrestar a los nuevos virus que habían traído los conquistadores españoles. Las diversas formas que empleaban los aztecas para curar las heridas o las enfermedades, llamaron la atención de los españoles, que prefirieron a los médicos indígenas sobre los europeos.
La cultura azteca sufrió mucho cambios a partir de la llegada de los españoles, un ejemplo de esto es como se modificó el uso de la herbolaria. La herbolaria en la Nueva España era utilizada por la medicina oficial, pero sin su contenido cultural por ser visto como manifestación de idolatría de los indígenas mexicanos.